# 359 Georgia
A 359 Georgia (ideiglenes jelöléssel 1893 M) a Naprendszer kisbolygóövében található aszteroida. Auguste Charlois fedezte fel 1893. március 10-én.